# Ciudadela (De Baleariske Øer)
 For alternative betydninger, se Ciudadela (flertydig). (Se også artikler, som begynder med Ciudadela)
Ciudadela (catalansk: Ciutadella de Menorca) er en by og kommune i det østlige Spanien på øen Menorca i provinsen De Baleariske Øer. Den har et indbyggertal på 31.941 (2024) indbyggere.